# 今宿村 (岐阜県)
今宿村（いまじゅくむら）は、かつて岐阜県安八郡にあった村である。
現在の大垣市今宿に該当する。

## 歴史
- 1872年（明治5年） - 今宿村と東上面村が合併し、今宿村となる。
- 1889年（明治22年）7月1日 -
  - 今宿村の一部（東上面）が分離し、波須村、万石村、三本木村、大村と合併し世保村発足。
  - 今宿村の残部は、改めて今宿村として発足。
- 1897年（明治30年）4月1日 - 三塚村、加賀野村、小野村、沢渡村、世保村と合併し三城村が発足。同日今宿村廃止。